# Pteromalus gallicolus
Pteromalus gallicolus is een vliesvleugelig insect uit de familie Pteromalidae. De wetenschappelijke naam is voor het eerst geldig gepubliceerd in 1980 door Doganlar.